# Заперечення (психологія)
Заперечення — захисний механізм психіки що виявляється в ігноруванні потенційно тривожної інформації, ухилянні від неї.

## Опис
Заперечення — це прагнення уникнути нової інформації, несумісної з тими особистими уявленнями, що склалися. Призводить до того, що певний зміст ні відразу, ні згодом не зможе потрапити до свідомості.
Під час заперечення переорієнтовується увага. Її напрям змінюється так, що людина стає особливо неуважною до сфер життя і подій, які можуть завдати їй прикрощів, а також травмувати. Таким чином вона превентивно відгороджується. Під впливом заперечення людина намагається про щось не думати, відігнати думки про це.
Узагальнено значущість інформації, яка може надійти, її небезпеку, оцінюють під час попереднього сприйняття ситуації та її емоційної оцінки як «чогось небажаного». Така оцінка зумовлює переорієнтування уваги, коли докладну інформацію про цю небезпечну подію повністю вилучено з подальшої обробки. Тоді людина або відгороджується від нових відомостей, або не помічає їх, вважаючи, що їх немає.
На відміну від інших захисних механізмів, заперечення здійснює селекцію відомостей, а не трансформацію їх з неприйнятних на прийнятні.